# 이베리아 연합

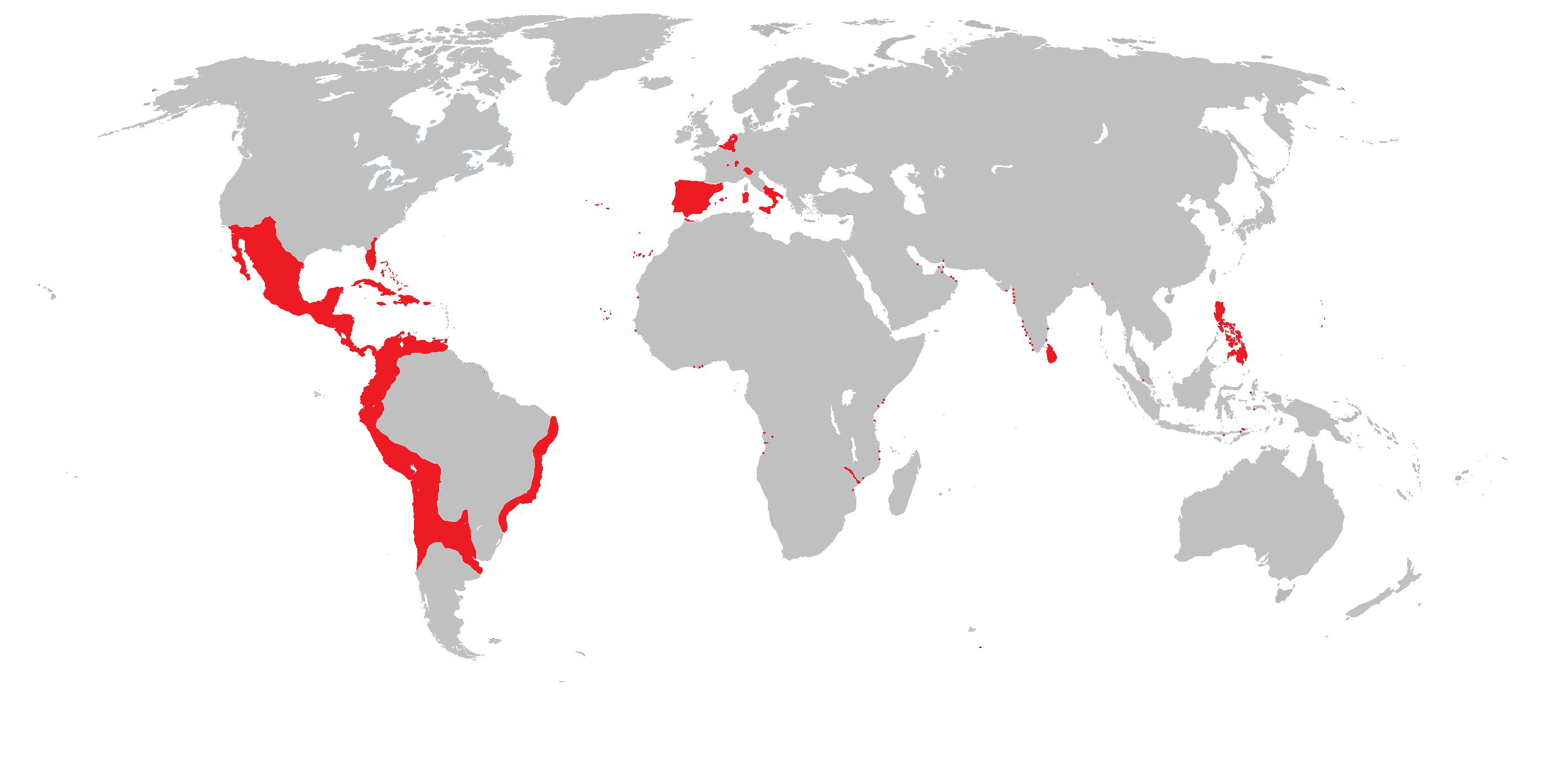
펠리페 2세 치세(1598년) 당시 이베리아 동군연합의 판도.

이베리아 동군연합(스페인어: Unión Ibérica, 포르투갈어: União Ibérica)은 포르투갈 왕국과 스페인 왕국의 동군연합으로 1580년부터 1640년까지 지속되었다. 합스부르크 가의 펠리페 2세, 펠리페 3세, 펠리페 4세의 치세가 이 시기이다. 이베리아 동군연합은 이베리아반도를 통일했을 뿐 아니라 식민제국이었던 포르투갈과 스페인의 해외 영토까지 계승하여 당대 초강대국으로 군림했다. 식민제국의 모든 요소에 대한 권한을 소유한 것은 합스부르크 가 출신의 국왕 한 명 뿐이었고, 각 국가의 정부, 법률, 기관들은 서로 독립되어 각자의 관할 영토만 다스렸다.
이베리아 동군연합이 형성된 계기는 포르투갈 왕위계승 전쟁이며, 60년 뒤 포르투갈 독립 전쟁으로 브라간사 공작가에서 포르투갈의 새 왕가가 되어 독립하면서 연합이 해체되었다.

## 같이 보기
- 포르투갈의 역사
- 스페인의 역사
- 이베리아반도
- 검은 전설